# Plagiothecium aptychopsis
Plagiothecium aptychopsis là một loài rêu trong họ Plagiotheciaceae. Loài này được (Müll. Hal.) Kindb. mô tả khoa học đầu tiên năm 1891.